# À toi de faire... mignonne
Pour plus de détails, voir Fiche technique et Distribution.
À toi de faire… mignonne dont le titre original italien est « L'agente federale Lemmy Caution » est un film franco-italien réalisé par Bernard Borderie, sorti en 1963.

## Synopsis
Une femme, agent du Federal Bureau of Investigation, est assassinée. Elle travaillait sous couverture, comme secrétaire du Docteur Whittaker qui est en train de développer une nouvelle sorte de carburant pour des moteur-fusées. Le chercheur et sa fiancée Shirley ont disparu. Le FBI charge son meilleur agent de l'enquête. Lemmy Caution retrouve Shirley, qui est en fait Géraldine, un agent des services secrets anglais. À la fin, Lemmy et Géraldine se battent ensemble dans une laiterie contre les malfaiteurs.

## Fiche technique
- Titre : À toi de faire... mignonne
- Réalisation : Bernard Borderie
- Assistant réalisateur : Paul Nuyttens
- Scénario : Marc-Gilbert Sauvajon et Bernard Borderie, d'après le roman À toi de faire, ma mignonne (Your deal, my lovely) de Peter Cheyney
- Décors : René Moulaert
- Photographie : Henri Persin
- Son : René Sarazin
- Décors : Guy Maugin
- Musique : Paul Misraki
- Montage :   Christian Gaudin
- Cascades et bagarres : Henri Cogan
- Production : Raymond Borderie
- Directeur de production : Henri Jaquillard
- Sociétés de production :  CICC, Euro International Film
- Société de distribution : SN Prodis
- Pays de production :  France |  Italie
- Langue originale : français
- Format : noir et blanc — 35 mm — 2,35:1 — son Mono procédé Totalscope
- Genre : Comédie, film d'espionnage, Film d'action
- Durée : 93 minutes
- Date de sortie : 
  - France : 25 septembre 1963

## Distribution
- Eddie Constantine : Lemmy Caution
- Gaia Germani : Geraldine
- Christiane Minazzoli : Carlotta
- Philippe Lemaire : Pranzetti
- Noël Roquevert : Walker, le supérieur de Lemmy Caution
- Elga Andersen : Montana
- Guy Delorme : Dr Whittaker
- Henri Cogan : Pierrot
- Hubert Deschamps : Henri Grant
- Dominique Zardi : Le barman de l'aéroport
- Robert Berri : Kriss
- Colin Drake : Colonel Willis
- Marcel Pérès
- Jacques Hilling
- Albert Michel

## À noter
- C'est la septième aventure cinématographique de Lemmy Caution et la dernière réalisée par Bernard Borderie[1].